# 44 Большой Медведицы
44 Большой Медведицы (лат. 44 Ursae Majoris), HD 94247 — двойная звезда в созвездии Большой Медведицы на расстоянии приблизительно 566 световых лет (около 173 парсек) от Солнца. Видимая звёздная величина звезды — +5,111m. Возраст звезды оценивается как около 1,05 млрд лет.
Вокруг звезды обращается, как минимум, одна планета.

## Характеристики
Первый компонент — оранжевый гигант спектрального класса K3III, или K0. Масса — около 3,503 солнечной, радиус — около 40,104 солнечных, светимость — около 468,137 солнечных. Эффективная температура — около 4205 К.
Второй компонент — коричневый карлик. Масса — около 51,29 юпитерианской. Удалён в среднем на 2,271 а.е..

## Планетная система
В 2020 году командой астрономов у звезды обнаружена планета 44 Uma b.